# Хо Мі Мі
Хо Мі Мі (кор. 허미미; 19 грудня 2002, Район Едоґава, Токіо, Японія) — південнокорейська дзюдоїстка, срібна та бронзова призерка Олімпійських ігор 2024 року, чемпіонка світу.

## Виступи на Олімпіадах
| Олімпіада  | Дисципліна      | Місце |
| ---------- | --------------- | ----- |
| Париж 2024 | до 57 кг        | 2     |
| Париж 2024 | змішана команда | 3     |

## Зовнішні посилання
- Хо Мі Мі на сайті International Judo Federation (англійська)
- Хо Мі Мі на сайті JudoInside.com (англійська)
- Хо Мі Мі на сайті AllJudo.net (французька)
- Хо Мі Мі на сайті Olympics.com (англійська)